# Refotografia

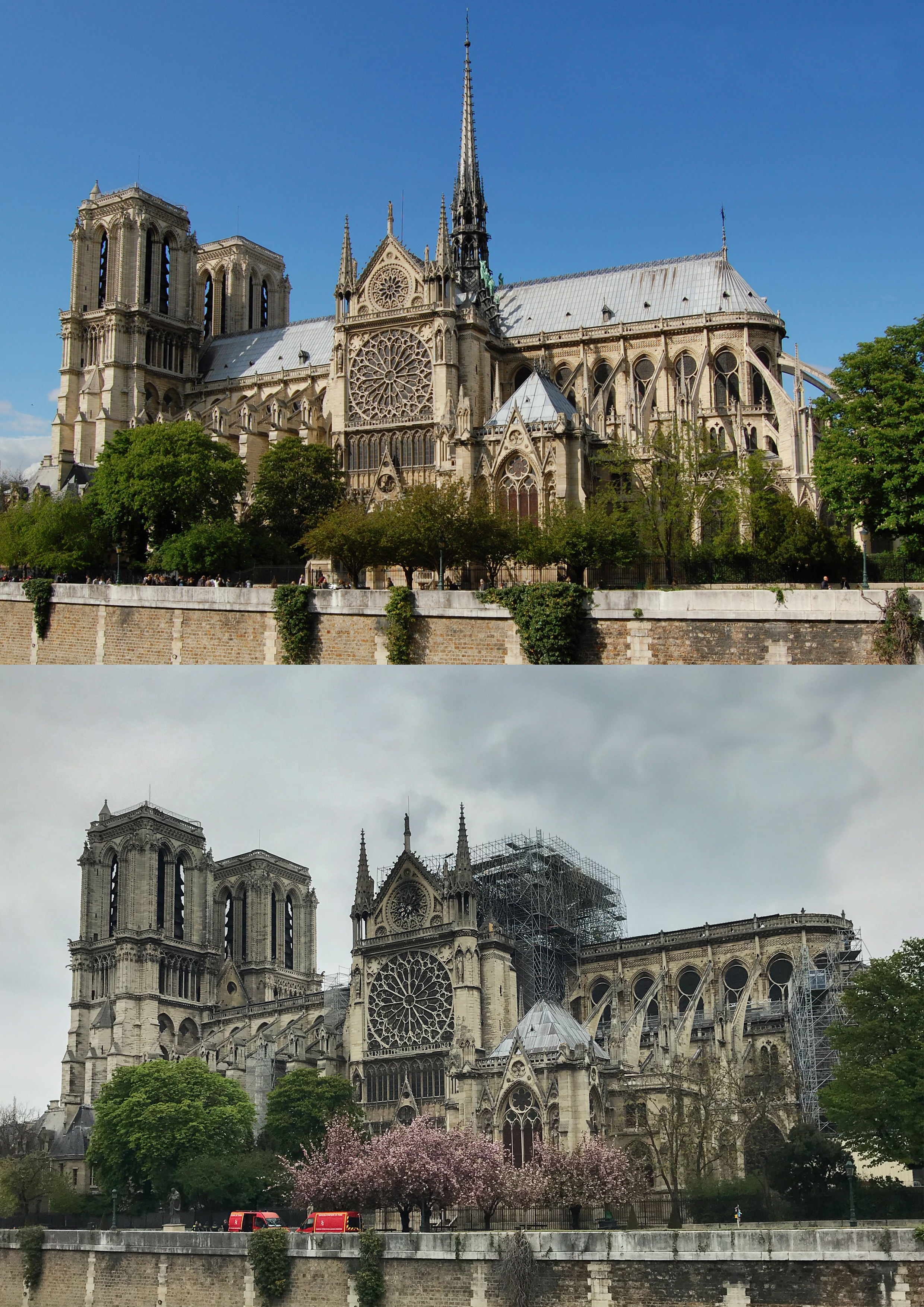
Fotografia d'abans i després de l'incendi de la catedral de Notre-Dame de París, el 19 d'abril de 2019

La refotografia o fotografia repetida és l'acte de fotografiar dues vegades el mateix lloc, amb un retard entre les dues imatges; una visió diacrònica, "abans i ara" d'una àrea concreta. Alguns són informals, normalment es prenen des del mateix punt de vista però sense tenir en compte la temporada, la cobertura de la lent o l'enquadrament. Algunes són molt precises i impliquen un estudi acurat de la imatge original.

## Procediments i tècniques
El refotògraf precís normalment determina diversos fets abans de prendre una nova imatge. Un punt de partida important és l'elecció de la imatge antiga. Per mostrar la continuïtat entre les dues imatges, els refotògrafs solen incloure en el marc un edifici o un altre objecte present en la visió moderna. Algunes escenes urbanes canvien tant que els edificis originals mostrats han estat completament enfosquits pels gratacels posteriors, o han estat enderrocats. Es podria fer una fotografia "aleshores i ara" però no hi hauria res en comú per vincular les dues imatges.
El punt de vista des del qual el fotògraf original va prendre la vista pot haver desaparegut amb el pas dels anys, de manera que el refotògraf ha d'escollir una vista original per a la qual encara sigui accessible el mirador, o bé organitzar el lloguer d'equips per duplicar la posició original de la càmera.
Com que les lents de les càmeres modernes difereixen considerablement de les antigues, el refotògraf també ha de tenir en compte l'àrea que cobreix la lent i la profunditat de camp disponible.
Mitjançant l'escrutini de la imatge original, el refotògraf determina l'estació i l'hora del dia a partir de l'observació de la vegetació i les ombres mostrades. La millor manera de fer-ho és instal·lar una càmera al punt de vista original, aproximadament a l'estació i el moment adequats, i esperar amb la vista original a la mà, fins que les ombres arribin a les mateixes posicions respecte als objectes circumdants. Si es fa amb una precisió extrema, hauria de ser possible col·locar una imatge sobre l'altra i veure que les vores dels edificis coincideixen exactament.
Aquest tipus de refotografia es pot veure a l'exposició virtual "Urban Life through Two Lenses" del Museu McCord d'Història del Canadà. Mostra les vistes de Mont-real del segle XIX de William Notman, refotografiades per Andrzej Maciejewski l'any 2002. Un altre és el projecte New York Changing de Douglas Levere; aquí Levere va tornar a fotografiar 114 de les imatges Changing New York de Berenice Abbott.